# Karel Van Miert
Karel Antonius Lucia Maria Van Miert (Oud-Turnhout, 17 januari 1942 - Beersel, 22 juni 2009) was een sociaaldemocratisch Vlaams politicus.

## Levensloop

### Jeugd
Van Miert kwam uit een kroostrijk landbouwersgezin en behaalde het diploma lager middelbaar onderwijs bij de Centrale Examencommissie. 
Hij beëindigde zijn middelbare studies, richting Wetenschappelijke A, aan het Sint-Victorinstituut te Turnhout in 1962 als tweede van zijn klas.
Hij studeerde van 1962 tot 1966 aan de Rijksuniversiteit Gent, waar hij het diploma van licentiaat in de diplomatieke wetenschappen behaalde. In zijn eindverhandeling bestudeerde hij het supranationaal karakter van de Europese Commissie. In 1967-68 liep hij stage bij de Europese Commissie en volgde zomercursussen in Oxford aan het Worcester College. Toen de Praagse Lente in 1968 door Sovjettroepen uiteengeslagen werd, bevond Van Miert zich in Praag. Hij slaagde er ternauwernood in per trein via West-Berlijn naar België terug te keren. Ook was hij assistent en vanaf 1978 docent aan de Vrije Universiteit Brussel.

### Binnenlandse politiek

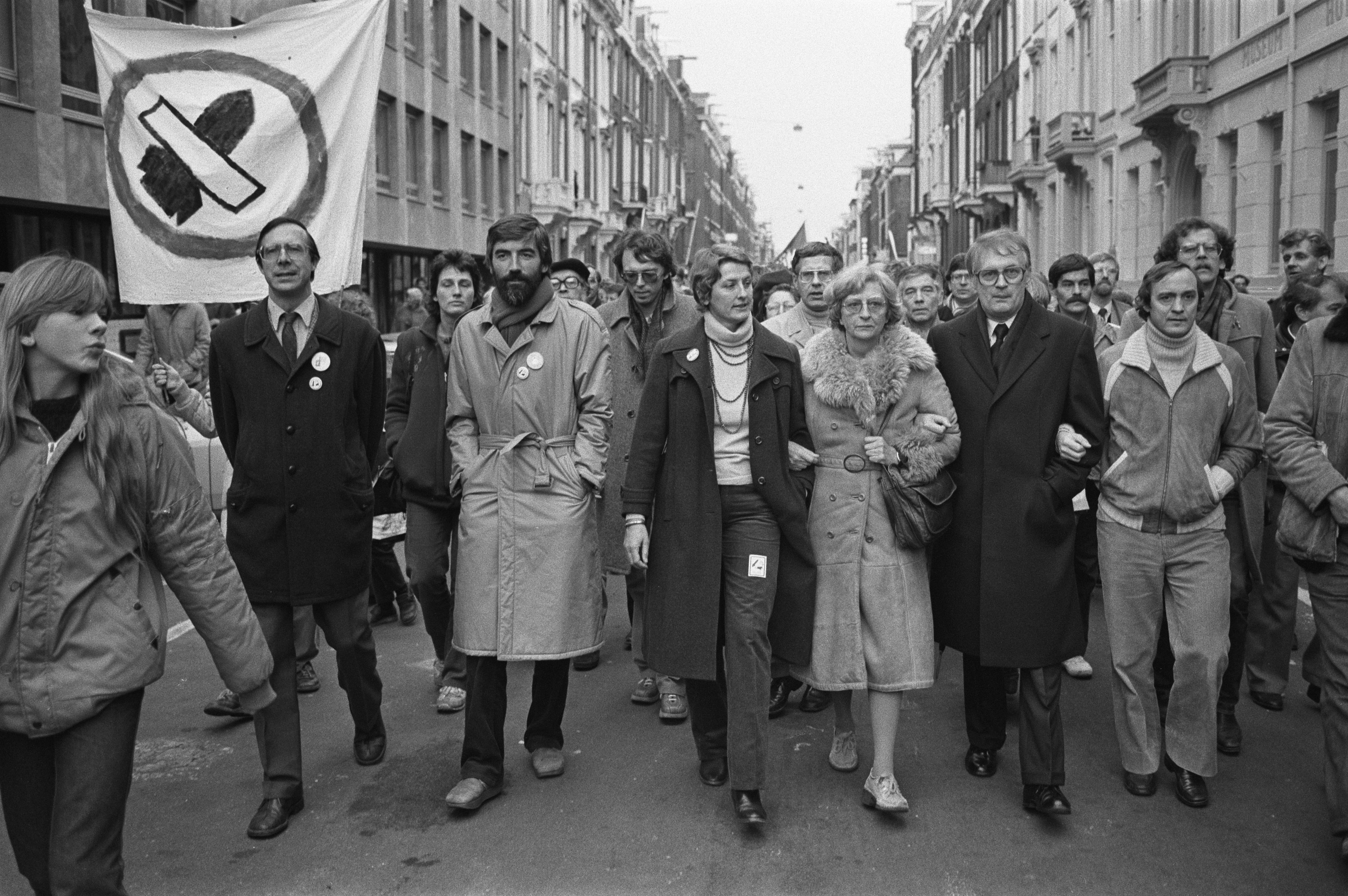
Karel van Miert (rechts) tijdens mars tegen kernwapens in Amsterdam 1981

In 1971 werd hij aspirant bij het NFWO als medewerker van Sicco Mansholt, destijds Europees commissaris voor het Landbouwbeleid. In hetzelfde jaar huwde hij met Annegret Sinner, een Duitse secretaresse die in Brussel werkte bij de Europese Commissie. Minder dan twee jaar later werd hun zoon geboren.
In 1968 was hij lid geworden van de Rode Leeuwen, de Vlaamse BSP-afdeling van het arrondissement Brussel, en de Jongsocialisten. Van 1973 tot 1975 was hij kabinetsmedewerker van Europees commissaris Henri Simonet. In 1977 werd hij kabinetschef van Willy Claes, destijds minister van Economische Zaken, wat hij bleef tot in 1978.
In 1976 werd hij op vraag van Willy Claes adjunct-nationaal secretaris van de unitaire BSP. Een jaar later, in juni 1977, werd hij co-voorzitter van de BSP. Door de moeilijkheden rond het Egmontpact kwam het tot een breuk met de Franstalige socialisten en ging de Vlaamse BSP vanaf oktober 1978 alleen verder. In maart 1980 werd de BSP omgevormd tot de SP. Hij speelde een belangrijke rol in deze partij, die hij onafhankelijk maakte van de vakbonden. Van Miert bleef partijvoorzitter tot in januari 1989.
Van 1979 tot 1985 was hij Europarlementariër. Van oktober 1985 tot januari 1989 was hij vervolgens lid van de Kamer van volksvertegenwoordigers voor het arrondissement Brussel. In de periode december 1985-januari 1989 had hij als gevolg van het toen bestaande dubbelmandaat ook zitting in de Vlaamse Raad. De Vlaamse Raad was vanaf 21 oktober 1980 de opvolger van de Cultuurraad voor de Nederlandse Cultuurgemeenschap, die op 7 december 1971 werd geïnstalleerd, en was de voorloper van het huidige Vlaams Parlement.
Daarnaast zette hij zich actief in voor de vredesbeweging en verzette zich in de jaren tachtig van de 20e eeuw tegen de plaatsing van Amerikaanse kernraketten op Europese bodem.
Begin 1989 verliet hij de echtelijke woning in Everberg omwille van een romance met partijsecretaresse Carla Galle. De twee vestigden zich in een gerestaureerde boerderij in Beersel, in het Pajottenland. Van Miert zou echter nooit officieel scheiden van Annegret Sinner.

### Eurocommissaris
In 1986 werd Van Miert ondervoorzitter van de Socialistische Internationale. Begin 1989 werd hij voor de eerste keer Eurocommissaris voor Transport, Consumentenbeleid, Kredieten en Investeringen. Hij dwong respect af door zijn gedegen dossierkennis. In 1993 verlengde hij zijn mandaat en kreeg hij de vrij belangrijke post van Personeel, Algemeen Beheer en Mededingingsbeleid, waarvan hij het profiel aanzienlijk versterkte. In deze laatste functie ging hij in tegen belangrijke ondernemingen en politieke lobbygroepen en drukte zo zijn stempel op het mededingingsbeleid van de Europese Unie. Men verwijst hierin naar de omstreden redding van Crédit Lyonnais, de aanvaring met Bernie Ecclestone over de televisierechten van de Formule 1, de omstreden afspraken tussen de mediabedrijven Kirch en Bertelsmann en de aanvaring met Boeing over de geplande fusie met McDonnell Douglas. In dit laatste dossier dwong hij de actoren zich te schikken naar de Europese concurrentieregels en ontstond een conflict met het Pentagon. Deze consequente houding gaf hem de naam van machtigste man van Europa.
In 1999 nam hij ontslag samen met de gehele commissie na de affaire rond commissaris Édith Cresson. In 1992 werd Karel Van Miert benoemd tot minister van Staat. In 2006 werd Van Miert lid van de in 1996 door Jacques Delors gestichte denktank Notre Europe. Van Miert was eveneens gedurende een tijd vrijmetselaar.
Ondanks zijn groot politiek curriculum was hij aan het eind van zijn leven geen belangrijke speler meer binnen de sp.a. Ongetwijfeld speelde zijn onvoorwaardelijke steun aan zijn inwonende partner Carla Galle — verstoten door de partij na de Agusta-affaire — een belangrijke rol.

### Overstap naar de economische wereld
In april 2000 volgde Van Miert Neelie Kroes op als voorzitter van de raad van bestuur van de Nederlandse zakenuniversiteit Nyenrode, een functie die hij tot 2003 bekleedde.
Hij was bestuurder van onder meer beeldverwerkinggroep Agfa-Gevaert (2000-2009), supermarktketen Carrefour Belgium (2002-2009), mediabedrijf De Persgroep (2000-2009), zandwinningsbedrijf Sibelco (2005-2009) en chemiebedrijf Solvay (2003-2009), lid van de raden van toezicht van het Zuid-Afrikaanse mijnbouwbedrijf Anglo American (2002-2009), de Nederlandse elektronicaconcern Koninklijke Philips (2000-2009), de Duitse herverzekeraar Münchener Rück (2002-2009), het Duitse energiebedrijf RWE (2001-2009), het Franse mediabedrijf Vivendi (2004-2009) en de Nederlandse uitgeverij Wolters Kluwer (2000-2005) en lid van de adviesraden van Eli Lilly en Goldman Sachs International. Hij was ook bestuurder van de denktank Institut Jacques Delors.
Daarnaast was Van Miert eigenaar van een Brabantse hoogstamboomgaard ter grootte van 1,5 ha met ruim 200 fruitbomen, met oude vergeten fruitsoorten. Hij was ook adviseur voor de bank Goldman Sachs.
Hij was bestuurder van de Contius Foundation van de oprichting in 2006 tot zijn overlijden. Een maand van zijn overlijden werd hij ook bestuurder van het Festival van Vlaanderen Brussel.

### Overlijden
Op 22 juni 2009 overleed Van Miert onverwacht, toen hij op een ladder in zijn tuin tegen de kerselaar stond en een hartstilstand kreeg. Omdat hij niet kwam opdagen voor een interview op Kanaal Z werd alarm geslagen, diezelfde nacht werd hij aan de bewuste kerselaar gevonden. Hij werd op zaterdag 27 juni te Ukkel gecremeerd, de familie had afgezien van een staatsbegrafenis voor een minister van Staat.

## Karel Van Miert-Prijs
Deze prijs, uitgereikt door de naamgever, is een initiatief van de Belgische sectie van de Vereniging van Europese Journalisten en van de Vertegenwoordiging van de Europese Commissie in België. Deze prijs beloont een jonge Vlaamse journalist die een reportage schreef over het Europees beleid. 

De prijs werd in 2009 voor het eerst toegekend aan de journaliste Annelien De Greef. Zij schreef een reportage over Servische vluchtelingen. In 2011 ging de prijs naar Hannes Cattebeke voor zijn artikel over het Europese landbouwbeleid. De Karel van Miert-prijs voor toekomstige journalisten ging naar Frederik Eraly. Hij maakte een televisiereportage over het ontstaan en de gevolgen van de eurocrisis.

## Trivia
- In 1983 werd hij in Guido Van Meir en Jan Bosschaerts satirische strip Pest in 't Paleis samen met Willy Claes geparodieerd als "graaf Egmiert en Oren" (een parodie op de graven Egmont en Hoorn).
- Karel van Miert en Wilfried Martens hebben in de Urbanusfilm Hector een cameo als twee wegwerkers.
- Hij kreeg het Grootkruis in de Orde van Leopold II toegekend bij KB van 29 april 2001.
- In 2005 eindigde hij op nr. 533 in de Vlaamse versie van De Grootste Belg.
- In mei 2011 werd een gebouw van de Vrije Universiteit Brussel, dat zijn naam draagt, geopend. Het gebouw ligt aan de Pleinlaan 5, tegenover Campus Etterbeek.[17]
- In 2012 wordt een monument ter ere van Van Miert onthuld in Beersel, waar hij ook ereburger was.[18] In maart 2013 werd eveneens een beeld onthuld in Oud Turnhout.[19]
- In maart 2016 verscheen de biografie Karel Van Miert: Strijder voor Europa van Bart Hellinck.[20][21]